# Émile Durin
Pour les articles homonymes, voir Durin (homonymie).
Émile Durin, né le 15 mai 1896 à Montmarault et mort le 8 avril 1981 à Paris, est une personnalité française du monde de l'industrie : entré chez Michelin & Cie en 1924, il accède à la gérance en 1937, et devient cogérant de la Manufacture française des pneumatiques Michelin de 1951 à 1962 aux côtés de Robert Puiseux et de François Michelin.

## Biographie

### Famille
Sa famille est originaire des Flandres et de l'Artois jusqu'au XVe siècle, puis du Bourbonnais,,, jusqu'au début du XXe siècle ; elle s'implante ensuite en Auvergne et à Paris.
Second fils de Jules Durin (1861-1940) et de Marie-Antoinette Levieux (1868-1959), il se marie le 25 mars 1925 à Clermont-Ferrand avec Alice Boutaric, petite-fille du peintre Étienne-Prosper Berne-Bellecour, arrière petite-fille de Théodore Vibert, arrière-arrière petite-fille du rosiériste Jean-Pierre Vibert et du graveur Jean-Pierre-Marie Jazet, (neveu de Philibert-Louis Debucourt) et petite-nièce du peintre et dramaturge Jean-Georges Vibert.
Il a quatre enfants : Jean-Pierre, décédé à l'âge de sept ans, Michel (marié à Monique Puiseux, fille de Robert Puiseux et petite-fille d'Édouard Michelin), qui deviendra directeur de méthodes chez Citroën, puis directeur de la recherche de Peugeot SA,, Philippe (marié à Françoise Serres-Jager), pianiste,, peintre amateur et qui deviendra ensuite chef de service du personnel pour l'étranger puis directeur de l'immobilier et des assurances de la Manufacture Française des Pneumatiques Michelin, propriétaire du château d'Opme et Françoise (mariée à Michel Robinet). Il a treize petits-enfants, descendance par les familles Durin, Robinet, Hintzy, de La Monneraye, Denormandie, Dufour et Gaubey.

### Généalogie
La généalogie d’Émile Durin par sa descendance montre des liens étroits avec les industriels de la Famille Michelin, tandis que la généalogie de son épouse Alice Berthe Esther Boutaric montre une ascendance liée à de nombreux artistes parisiens (familles Berne-Bellecour, Vibert et Jazet : peintres, graveurs et dramaturge), ainsi qu’à l’industrie par son père ingénieur. De plus, un des fils d’Émile Durin est marié avec une descendante de la famille Puiseux qui est composée de plusieurs scientifiques et astronomes. Émile Durin a donc vécu dans un environnement artistique et industriel particulièrement développé :
|                                                     |                                                     |                                                     |                                                     |                                                     |                                                     |  |  | Jean-PierreVIBERT(rosiériste)(1777-1866)                                                                                     | Jean-PierreVIBERT(rosiériste)(1777-1866)                                                                                     | Jean-PierreVIBERT(rosiériste)(1777-1866)                                                                                     | Jean-PierreVIBERT(rosiériste)(1777-1866)                                                                                     | Jean-PierreVIBERT(rosiériste)(1777-1866)                                                                                     | Jean-PierreVIBERT(rosiériste)(1777-1866)                                                                                     |  |  | Jean-Pierre-MarieJAZET(graveur)(1788-1871)                                             | Jean-Pierre-MarieJAZET(graveur)(1788-1871)                                             | Jean-Pierre-MarieJAZET(graveur)(1788-1871)                                             | Jean-Pierre-MarieJAZET(graveur)(1788-1871)                                             | Jean-Pierre-MarieJAZET(graveur)(1788-1871)                                             | Jean-Pierre-MarieJAZET(graveur)(1788-1871)                                             |  |  |                                                                      |                                                                      |                                                                      |                                                                      |                                                                      |                                                                      |           |           |                                                                  |                                                                  |                                                                  |                                                                  |                                                                  |                                                                  |                |                |                                                            |                                                            |                                                            |                                                            |                                                            |                                                            |  |  |  |  |  |  |  |  |  |  |  |  |  |  |  |  |  |  |  |  |  |  |  |  |  |  |  |  |  |  |  |  |  |  |
|                                                     |                                                     |                                                     |                                                     |                                                     |                                                     |  |  | Jean-PierreVIBERT(rosiériste)(1777-1866)                                                                                     | Jean-PierreVIBERT(rosiériste)(1777-1866)                                                                                     | Jean-PierreVIBERT(rosiériste)(1777-1866)                                                                                     | Jean-PierreVIBERT(rosiériste)(1777-1866)                                                                                     | Jean-PierreVIBERT(rosiériste)(1777-1866)                                                                                     | Jean-PierreVIBERT(rosiériste)(1777-1866)                                                                                     |  |  | Jean-Pierre-MarieJAZET(graveur)(1788-1871)                                             | Jean-Pierre-MarieJAZET(graveur)(1788-1871)                                             | Jean-Pierre-MarieJAZET(graveur)(1788-1871)                                             | Jean-Pierre-MarieJAZET(graveur)(1788-1871)                                             | Jean-Pierre-MarieJAZET(graveur)(1788-1871)                                             | Jean-Pierre-MarieJAZET(graveur)(1788-1871)                                             |  |  |                                                                      |                                                                      |                                                                      |                                                                      |                                                                      |                                                                      |           |           |                                                                  |                                                                  |                                                                  |                                                                  |                                                                  |                                                                  |                |                |                                                            |                                                            |                                                            |                                                            |                                                            |                                                            |  |  |  |  |  |  |  |  |  |  |  |  |  |  |  |  |  |  |  |  |  |  |  |  |  |  |  |  |  |  |  |  |  |  |
|                                                     |                                                     |                                                     |                                                     |                                                     |                                                     |  |  | ThéodoreVIBERT(associéGoupil & Cie)(1813-1850)                                                                               | ThéodoreVIBERT(associéGoupil & Cie)(1813-1850)                                                                               | ThéodoreVIBERT(associéGoupil & Cie)(1813-1850)                                                                               | ThéodoreVIBERT(associéGoupil & Cie)(1813-1850)                                                                               | ThéodoreVIBERT(associéGoupil & Cie)(1813-1850)                                                                               | ThéodoreVIBERT(associéGoupil & Cie)(1813-1850)                                                                               |  |  | LouiseGeorginaJAZET(1822-1923)                                                         | LouiseGeorginaJAZET(1822-1923)                                                         | LouiseGeorginaJAZET(1822-1923)                                                         | LouiseGeorginaJAZET(1822-1923)                                                         | LouiseGeorginaJAZET(1822-1923)                                                         | LouiseGeorginaJAZET(1822-1923)                                                         |  |  |                                                                      |                                                                      |                                                                      |                                                                      |                                                                      |                                                                      |           |           |                                                                  |                                                                  |                                                                  |                                                                  |                                                                  |                                                                  |                |                |                                                            |                                                            |                                                            |                                                            |                                                            |                                                            |  |  |  |  |  |  |  |  |  |  |  |  |  |  |  |  |  |  |  |  |  |  |  |  |  |  |  |  |  |  |  |  |  |  |
|                                                     |                                                     |                                                     |                                                     |                                                     |                                                     |  |  | ThéodoreVIBERT(associéGoupil & Cie)(1813-1850)                                                                               | ThéodoreVIBERT(associéGoupil & Cie)(1813-1850)                                                                               | ThéodoreVIBERT(associéGoupil & Cie)(1813-1850)                                                                               | ThéodoreVIBERT(associéGoupil & Cie)(1813-1850)                                                                               | ThéodoreVIBERT(associéGoupil & Cie)(1813-1850)                                                                               | ThéodoreVIBERT(associéGoupil & Cie)(1813-1850)                                                                               |  |  | LouiseGeorginaJAZET(1822-1923)                                                         | LouiseGeorginaJAZET(1822-1923)                                                         | LouiseGeorginaJAZET(1822-1923)                                                         | LouiseGeorginaJAZET(1822-1923)                                                         | LouiseGeorginaJAZET(1822-1923)                                                         | LouiseGeorginaJAZET(1822-1923)                                                         |  |  |                                                                      |                                                                      |                                                                      |                                                                      |                                                                      |                                                                      |           |           |                                                                  |                                                                  |                                                                  |                                                                  |                                                                  |                                                                  |                |                |                                                            |                                                            |                                                            |                                                            |                                                            |                                                            |  |  |  |  |  |  |  |  |  |  |  |  |  |  |  |  |  |  |  |  |  |  |  |  |  |  |  |  |  |  |  |  |  |  |
|                                                     |                                                     |                                                     |                                                     |                                                     |                                                     |  |  | | | | | | |  |  |                                                                                        |                                                                                        |                                                                                        |                                                                                        |                                                                                        |                                                                                        |  |  |                                                                      |                                                                      |                                                                      |                                                                      |                                                                      |                                                                      |           |           |                                                                  |                                                                  |                                                                  |                                                                  |                                                                  |                                                                  |                |                |                                                            |                                                            |                                                            |                                                            |                                                            |                                                            |  |  |  |  |  |  |  |  |  |  |  |  |  |  |  |  |  |  |  |  |  |  |  |  |  |  |  |  |  |  |  |  |  |  |
| Étienne- ProsperBERNE-BELLECOUR(peintre)(1838-1910) | Étienne- ProsperBERNE-BELLECOUR(peintre)(1838-1910) | Étienne- ProsperBERNE-BELLECOUR(peintre)(1838-1910) | Étienne- ProsperBERNE-BELLECOUR(peintre)(1838-1910) | Étienne- ProsperBERNE-BELLECOUR(peintre)(1838-1910) | Étienne- ProsperBERNE-BELLECOUR(peintre)(1838-1910) |  |  | Alice VictorineJeanneVIBERT(1846-1911)                                                                                       | Alice VictorineJeanneVIBERT(1846-1911)                                                                                       | Alice VictorineJeanneVIBERT(1846-1911)                                                                                       | Alice VictorineJeanneVIBERT(1846-1911)                                                                                       | Alice VictorineJeanneVIBERT(1846-1911)                                                                                       | Alice VictorineJeanneVIBERT(1846-1911)                                                                                       |  |  | Jean-GeorgesVIBERT(peintre et dramaturge)(1841-1902)                                   | Jean-GeorgesVIBERT(peintre et dramaturge)(1841-1902)                                   | Jean-GeorgesVIBERT(peintre et dramaturge)(1841-1902)                                   | Jean-GeorgesVIBERT(peintre et dramaturge)(1841-1902)                                   | Jean-GeorgesVIBERT(peintre et dramaturge)(1841-1902)                                   | Jean-GeorgesVIBERT(peintre et dramaturge)(1841-1902)                                   |  |  |                                                                      |                                                                      |                                                                      |                                                                      |                                                                      |                                                                      |           |           | VictorPUISEUX(mathématicienet astronome)(1820-1883)              | VictorPUISEUX(mathématicienet astronome)(1820-1883)              | VictorPUISEUX(mathématicienet astronome)(1820-1883)              | VictorPUISEUX(mathématicienet astronome)(1820-1883)              | VictorPUISEUX(mathématicienet astronome)(1820-1883)              | VictorPUISEUX(mathématicienet astronome)(1820-1883)              |                |                | JulesMICHELIN(peintre dessinateur et graveur)(1817 - 1870) | JulesMICHELIN(peintre dessinateur et graveur)(1817 - 1870) | JulesMICHELIN(peintre dessinateur et graveur)(1817 - 1870) | JulesMICHELIN(peintre dessinateur et graveur)(1817 - 1870) | JulesMICHELIN(peintre dessinateur et graveur)(1817 - 1870) | JulesMICHELIN(peintre dessinateur et graveur)(1817 - 1870) |  |  |  |  |  |  |  |  |  |  |  |  |  |  |  |  |  |  |  |  |  |  |  |  |  |  |  |  |  |  |  |  |  |  |
| Étienne- ProsperBERNE-BELLECOUR(peintre)(1838-1910) | Étienne- ProsperBERNE-BELLECOUR(peintre)(1838-1910) | Étienne- ProsperBERNE-BELLECOUR(peintre)(1838-1910) | Étienne- ProsperBERNE-BELLECOUR(peintre)(1838-1910) | Étienne- ProsperBERNE-BELLECOUR(peintre)(1838-1910) | Étienne- ProsperBERNE-BELLECOUR(peintre)(1838-1910) |  |  | Alice VictorineJeanneVIBERT(1846-1911)                                                                                       | Alice VictorineJeanneVIBERT(1846-1911)                                                                                       | Alice VictorineJeanneVIBERT(1846-1911)                                                                                       | Alice VictorineJeanneVIBERT(1846-1911)                                                                                       | Alice VictorineJeanneVIBERT(1846-1911)                                                                                       | Alice VictorineJeanneVIBERT(1846-1911)                                                                                       |  |  | Jean-GeorgesVIBERT(peintre et dramaturge)(1841-1902)                                   | Jean-GeorgesVIBERT(peintre et dramaturge)(1841-1902)                                   | Jean-GeorgesVIBERT(peintre et dramaturge)(1841-1902)                                   | Jean-GeorgesVIBERT(peintre et dramaturge)(1841-1902)                                   | Jean-GeorgesVIBERT(peintre et dramaturge)(1841-1902)                                   | Jean-GeorgesVIBERT(peintre et dramaturge)(1841-1902)                                   |  |  |                                                                      |                                                                      |                                                                      |                                                                      |                                                                      |                                                                      |           |           | VictorPUISEUX(mathématicienet astronome)(1820-1883)              | VictorPUISEUX(mathématicienet astronome)(1820-1883)              | VictorPUISEUX(mathématicienet astronome)(1820-1883)              | VictorPUISEUX(mathématicienet astronome)(1820-1883)              | VictorPUISEUX(mathématicienet astronome)(1820-1883)              | VictorPUISEUX(mathématicienet astronome)(1820-1883)              |                |                | JulesMICHELIN(peintre dessinateur et graveur)(1817 - 1870) | JulesMICHELIN(peintre dessinateur et graveur)(1817 - 1870) | JulesMICHELIN(peintre dessinateur et graveur)(1817 - 1870) | JulesMICHELIN(peintre dessinateur et graveur)(1817 - 1870) | JulesMICHELIN(peintre dessinateur et graveur)(1817 - 1870) | JulesMICHELIN(peintre dessinateur et graveur)(1817 - 1870) |  |  |  |  |  |  |  |  |  |  |  |  |  |  |  |  |  |  |  |  |  |  |  |  |  |  |  |  |  |  |  |  |  |  |
|                                                     |                                                     |                                                     |                                                     |                                                     |                                                     |  |  | | | | | | |  |  |                                                                                        |                                                                                        |                                                                                        |                                                                                        |                                                                                        |                                                                                        |  |  |                                                                      |                                                                      |                                                                      |                                                                      |                                                                      |                                                                      |           |           |                                                                  |                                                                  |                                                                  |                                                                  |                                                                  |                                                                  |                |                |                                                            |                                                            |                                                            |                                                            |                                                            |                                                            |  |  |  |  |  |  |  |  |  |  |  |  |  |  |  |  |  |  |  |  |  |  |  |  |  |  |  |  |  |  |  |  |  |  |
| Rosine JulieAlice BERNE-BELLECOUR(1877-1962)        | Rosine JulieAlice BERNE-BELLECOUR(1877-1962)        | Rosine JulieAlice BERNE-BELLECOUR(1877-1962)        | Rosine JulieAlice BERNE-BELLECOUR(1877-1962)        | Rosine JulieAlice BERNE-BELLECOUR(1877-1962)        | Rosine JulieAlice BERNE-BELLECOUR(1877-1962)        |  |  | JeanBOUTARIC(ingénieur École Centrale des Artset Manufactures,Ets Bergougnan, Hutchinson, capitaine d'artillerie)(1874-1918) | JeanBOUTARIC(ingénieur École Centrale des Artset Manufactures,Ets Bergougnan, Hutchinson, capitaine d'artillerie)(1874-1918) | JeanBOUTARIC(ingénieur École Centrale des Artset Manufactures,Ets Bergougnan, Hutchinson, capitaine d'artillerie)(1874-1918) | JeanBOUTARIC(ingénieur École Centrale des Artset Manufactures,Ets Bergougnan, Hutchinson, capitaine d'artillerie)(1874-1918) | JeanBOUTARIC(ingénieur École Centrale des Artset Manufactures,Ets Bergougnan, Hutchinson, capitaine d'artillerie)(1874-1918) | JeanBOUTARIC(ingénieur École Centrale des Artset Manufactures,Ets Bergougnan, Hutchinson, capitaine d'artillerie)(1874-1918) |  |  | Jules FrançoisDURIN(menuisierSociété générale des cheminsde feréconomiques)(1861-1940) | Jules FrançoisDURIN(menuisierSociété générale des cheminsde feréconomiques)(1861-1940) | Jules FrançoisDURIN(menuisierSociété générale des cheminsde feréconomiques)(1861-1940) | Jules FrançoisDURIN(menuisierSociété générale des cheminsde feréconomiques)(1861-1940) | Jules FrançoisDURIN(menuisierSociété générale des cheminsde feréconomiques)(1861-1940) | Jules FrançoisDURIN(menuisierSociété générale des cheminsde feréconomiques)(1861-1940) |  |  | MarieAntoinetteLEVIEUX(institutriceet directrice d'école)(1868-1959) | MarieAntoinetteLEVIEUX(institutriceet directrice d'école)(1868-1959) | MarieAntoinetteLEVIEUX(institutriceet directrice d'école)(1868-1959) | MarieAntoinetteLEVIEUX(institutriceet directrice d'école)(1868-1959) | MarieAntoinetteLEVIEUX(institutriceet directrice d'école)(1868-1959) | MarieAntoinetteLEVIEUX(institutriceet directrice d'école)(1868-1959) |           |           | PierrePUISEUX(astronome)(1855-1928)                              | PierrePUISEUX(astronome)(1855-1928)                              | PierrePUISEUX(astronome)(1855-1928)                              | PierrePUISEUX(astronome)(1855-1928)                              | PierrePUISEUX(astronome)(1855-1928)                              | PierrePUISEUX(astronome)(1855-1928)                              |                |                | ÉdouardMICHELIN(fondateuret gérantde Michelin)(1859-1940)  | ÉdouardMICHELIN(fondateuret gérantde Michelin)(1859-1940)  | ÉdouardMICHELIN(fondateuret gérantde Michelin)(1859-1940)  | ÉdouardMICHELIN(fondateuret gérantde Michelin)(1859-1940)  | ÉdouardMICHELIN(fondateuret gérantde Michelin)(1859-1940)  | ÉdouardMICHELIN(fondateuret gérantde Michelin)(1859-1940)  |  |  |  |  |  |  |  |  |  |  |  |  |  |  |  |  |  |  |  |  |  |  |  |  |  |  |  |  |  |  |  |  |  |  |
| Rosine JulieAlice BERNE-BELLECOUR(1877-1962)        | Rosine JulieAlice BERNE-BELLECOUR(1877-1962)        | Rosine JulieAlice BERNE-BELLECOUR(1877-1962)        | Rosine JulieAlice BERNE-BELLECOUR(1877-1962)        | Rosine JulieAlice BERNE-BELLECOUR(1877-1962)        | Rosine JulieAlice BERNE-BELLECOUR(1877-1962)        |  |  | JeanBOUTARIC(ingénieur École Centrale des Artset Manufactures,Ets Bergougnan, Hutchinson, capitaine d'artillerie)(1874-1918) | JeanBOUTARIC(ingénieur École Centrale des Artset Manufactures,Ets Bergougnan, Hutchinson, capitaine d'artillerie)(1874-1918) | JeanBOUTARIC(ingénieur École Centrale des Artset Manufactures,Ets Bergougnan, Hutchinson, capitaine d'artillerie)(1874-1918) | JeanBOUTARIC(ingénieur École Centrale des Artset Manufactures,Ets Bergougnan, Hutchinson, capitaine d'artillerie)(1874-1918) | JeanBOUTARIC(ingénieur École Centrale des Artset Manufactures,Ets Bergougnan, Hutchinson, capitaine d'artillerie)(1874-1918) | JeanBOUTARIC(ingénieur École Centrale des Artset Manufactures,Ets Bergougnan, Hutchinson, capitaine d'artillerie)(1874-1918) |  |  | Jules FrançoisDURIN(menuisierSociété générale des cheminsde feréconomiques)(1861-1940) | Jules FrançoisDURIN(menuisierSociété générale des cheminsde feréconomiques)(1861-1940) | Jules FrançoisDURIN(menuisierSociété générale des cheminsde feréconomiques)(1861-1940) | Jules FrançoisDURIN(menuisierSociété générale des cheminsde feréconomiques)(1861-1940) | Jules FrançoisDURIN(menuisierSociété générale des cheminsde feréconomiques)(1861-1940) | Jules FrançoisDURIN(menuisierSociété générale des cheminsde feréconomiques)(1861-1940) |  |  | MarieAntoinetteLEVIEUX(institutriceet directrice d'école)(1868-1959) | MarieAntoinetteLEVIEUX(institutriceet directrice d'école)(1868-1959) | MarieAntoinetteLEVIEUX(institutriceet directrice d'école)(1868-1959) | MarieAntoinetteLEVIEUX(institutriceet directrice d'école)(1868-1959) | MarieAntoinetteLEVIEUX(institutriceet directrice d'école)(1868-1959) | MarieAntoinetteLEVIEUX(institutriceet directrice d'école)(1868-1959) |           |           | PierrePUISEUX(astronome)(1855-1928)                              | PierrePUISEUX(astronome)(1855-1928)                              | PierrePUISEUX(astronome)(1855-1928)                              | PierrePUISEUX(astronome)(1855-1928)                              | PierrePUISEUX(astronome)(1855-1928)                              | PierrePUISEUX(astronome)(1855-1928)                              |                |                | ÉdouardMICHELIN(fondateuret gérantde Michelin)(1859-1940)  | ÉdouardMICHELIN(fondateuret gérantde Michelin)(1859-1940)  | ÉdouardMICHELIN(fondateuret gérantde Michelin)(1859-1940)  | ÉdouardMICHELIN(fondateuret gérantde Michelin)(1859-1940)  | ÉdouardMICHELIN(fondateuret gérantde Michelin)(1859-1940)  | ÉdouardMICHELIN(fondateuret gérantde Michelin)(1859-1940)  |  |  |  |  |  |  |  |  |  |  |  |  |  |  |  |  |  |  |  |  |  |  |  |  |  |  |  |  |  |  |  |  |  |  |
|                                                     |                                                     |                                                     |                                                     |                                                     |                                                     |  |  | | | | | | |  |  |                                                                                        |                                                                                        |                                                                                        |                                                                                        |                                                                                        |                                                                                        |  |  |                                                                      |                                                                      |                                                                      |                                                                      |                                                                      |                                                                      |           |           |                                                                  |                                                                  |                                                                  |                                                                  |                                                                  |                                                                  |                |                |                                                            |                                                            |                                                            |                                                            |                                                            |                                                            |  |  |  |  |  |  |  |  |  |  |  |  |  |  |  |  |  |  |  |  |  |  |  |  |  |  |  |  |  |  |  |  |  |  |
|                                                     |                                                     |                                                     |                                                     |                                                     |                                                     |  |  | Alice BertheEstherBOUTARIC(1901-1968)                                                                                        | Alice BertheEstherBOUTARIC(1901-1968)                                                                                        | Alice BertheEstherBOUTARIC(1901-1968)                                                                                        | Alice BertheEstherBOUTARIC(1901-1968)                                                                                        | Alice BertheEstherBOUTARIC(1901-1968)                                                                                        | Alice BertheEstherBOUTARIC(1901-1968)                                                                                        |  |  | Alphonse Émile DURIN (cogérantde Michelin)(1896-1981)                                  | Alphonse Émile DURIN (cogérantde Michelin)(1896-1981)                                  | Alphonse Émile DURIN (cogérantde Michelin)(1896-1981)                                  | Alphonse Émile DURIN (cogérantde Michelin)(1896-1981)                                  | Alphonse Émile DURIN (cogérantde Michelin)(1896-1981)                                  | Alphonse Émile DURIN (cogérantde Michelin)(1896-1981)                                  |  |  |                                                                      |                                                                      |                                                                      |                                                                      |                                                                      |                                                                      |           |           | RobertPUISEUX(gérantde Michelin, présidentde Citroën)(1892-1991) | RobertPUISEUX(gérantde Michelin, présidentde Citroën)(1892-1991) | RobertPUISEUX(gérantde Michelin, présidentde Citroën)(1892-1991) | RobertPUISEUX(gérantde Michelin, présidentde Citroën)(1892-1991) | RobertPUISEUX(gérantde Michelin, présidentde Citroën)(1892-1991) | RobertPUISEUX(gérantde Michelin, présidentde Citroën)(1892-1991) |                |                | Anne Claire MICHELIN(1901-1991)                            | Anne Claire MICHELIN(1901-1991)                            | Anne Claire MICHELIN(1901-1991)                            | Anne Claire MICHELIN(1901-1991)                            | Anne Claire MICHELIN(1901-1991)                            | Anne Claire MICHELIN(1901-1991)                            |  |  |  |  |  |  |  |  |  |  |  |  |  |  |  |  |  |  |  |  |  |  |  |  |  |  |  |  |  |  |  |  |  |  |
|                                                     |                                                     |                                                     |                                                     |                                                     |                                                     |  |  | Alice BertheEstherBOUTARIC(1901-1968)                                                                                        | Alice BertheEstherBOUTARIC(1901-1968)                                                                                        | Alice BertheEstherBOUTARIC(1901-1968)                                                                                        | Alice BertheEstherBOUTARIC(1901-1968)                                                                                        | Alice BertheEstherBOUTARIC(1901-1968)                                                                                        | Alice BertheEstherBOUTARIC(1901-1968)                                                                                        |  |  | Alphonse Émile DURIN (cogérantde Michelin)(1896-1981)                                  | Alphonse Émile DURIN (cogérantde Michelin)(1896-1981)                                  | Alphonse Émile DURIN (cogérantde Michelin)(1896-1981)                                  | Alphonse Émile DURIN (cogérantde Michelin)(1896-1981)                                  | Alphonse Émile DURIN (cogérantde Michelin)(1896-1981)                                  | Alphonse Émile DURIN (cogérantde Michelin)(1896-1981)                                  |  |  |                                                                      |                                                                      |                                                                      |                                                                      |                                                                      |                                                                      |           |           | RobertPUISEUX(gérantde Michelin, présidentde Citroën)(1892-1991) | RobertPUISEUX(gérantde Michelin, présidentde Citroën)(1892-1991) | RobertPUISEUX(gérantde Michelin, présidentde Citroën)(1892-1991) | RobertPUISEUX(gérantde Michelin, présidentde Citroën)(1892-1991) | RobertPUISEUX(gérantde Michelin, présidentde Citroën)(1892-1991) | RobertPUISEUX(gérantde Michelin, présidentde Citroën)(1892-1991) |                |                | Anne Claire MICHELIN(1901-1991)                            | Anne Claire MICHELIN(1901-1991)                            | Anne Claire MICHELIN(1901-1991)                            | Anne Claire MICHELIN(1901-1991)                            | Anne Claire MICHELIN(1901-1991)                            | Anne Claire MICHELIN(1901-1991)                            |  |  |  |  |  |  |  |  |  |  |  |  |  |  |  |  |  |  |  |  |  |  |  |  |  |  |  |  |  |  |  |  |  |  |
|                                                     |                                                     |                                                     |                                                     |                                                     |                                                     |  |  | | | | | | |  |  |                                                                                        |                                                                                        |                                                                                        |                                                                                        |                                                                                        |                                                                                        |  |  |                                                                      |                                                                      |                                                                      |                                                                      |                                                                      |                                                                      |           |           |                                                                  |                                                                  |                                                                  |                                                                  |                                                                  |                                                                  |                |                |                                                            |                                                            |                                                            |                                                            |                                                            |                                                            |  |  |  |  |  |  |  |  |  |  |  |  |  |  |  |  |  |  |  |  |  |  |  |  |  |  |  |  |  |  |  |  |  |  |
| Jean-PierreDURIN                                    | Jean-PierreDURIN                                    | Jean-PierreDURIN                                    | Jean-PierreDURIN                                    | Jean-PierreDURIN                                    | Jean-PierreDURIN                                    |  |  | PhilippeDURIN | PhilippeDURIN | PhilippeDURIN | PhilippeDURIN | PhilippeDURIN | PhilippeDURIN |  |  | FrançoiseDURIN                                                                         | FrançoiseDURIN                                                                         | FrançoiseDURIN                                                                         | FrançoiseDURIN                                                                         | FrançoiseDURIN                                                                         | FrançoiseDURIN                                                                         |  |  | MichelDURIN                                                          | MichelDURIN                                                          | MichelDURIN                                                          | MichelDURIN                                                          | MichelDURIN                                                          | MichelDURIN                                                          |           |           |                                                                  |                                                                  |                                                                  |                                                                  | MoniquePUISEUX                                                   | MoniquePUISEUX                                                   | MoniquePUISEUX | MoniquePUISEUX | MoniquePUISEUX                                             | MoniquePUISEUX                                             |                                                            |                                                            |                                                            |                                                            |  |  |  |  |  |  |  |  |  |  |  |  |  |  |  |  |  |  |  |  |  |  |  |  |  |  |  |  |  |  |  |  |  |  |
| Jean-PierreDURIN                                    | Jean-PierreDURIN                                    | Jean-PierreDURIN                                    | Jean-PierreDURIN                                    | Jean-PierreDURIN                                    | Jean-PierreDURIN                                    |  |  | PhilippeDURIN | PhilippeDURIN | PhilippeDURIN | PhilippeDURIN | PhilippeDURIN | PhilippeDURIN |  |  | FrançoiseDURIN                                                                         | FrançoiseDURIN                                                                         | FrançoiseDURIN                                                                         | FrançoiseDURIN                                                                         | FrançoiseDURIN                                                                         | FrançoiseDURIN                                                                         |  |  | MichelDURIN                                                          | MichelDURIN                                                          | MichelDURIN                                                          | MichelDURIN                                                          | MichelDURIN                                                          | MichelDURIN                                                          |           |           |                                                                  |                                                                  |                                                                  |                                                                  | MoniquePUISEUX                                                   | MoniquePUISEUX                                                   | MoniquePUISEUX | MoniquePUISEUX | MoniquePUISEUX                                             | MoniquePUISEUX                                             |                                                            |                                                            |                                                            |                                                            |  |  |  |  |  |  |  |  |  |  |  |  |  |  |  |  |  |  |  |  |  |  |  |  |  |  |  |  |  |  |  |  |  |  |
|                                                     |                                                     |                                                     |                                                     |                                                     |                                                     |  |  | | | | | | |  |  |                                                                                        |                                                                                        |                                                                                        |                                                                                        |                                                                                        |                                                                                        |  |  |                                                                      |                                                                      |                                                                      |                                                                      |                                                                      |                                                                      |           |           |                                                                  |                                                                  |                                                                  |                                                                  |                                                                  |                                                                  |                |                |                                                            |                                                            |                                                            |                                                            |                                                            |                                                            |  |  |  |  |  |  |  |  |  |  |  |  |  |  |  |  |  |  |  |  |  |  |  |  |  |  |  |  |  |  |  |  |  |  |
|                                                     |                                                     |                                                     |                                                     |                                                     |                                                     |  |  | 3 enfants | 3 enfants | 3 enfants | 3 enfants | 3 enfants | 3 enfants |  |  | 4 enfants                                                                              | 4 enfants                                                                              | 4 enfants                                                                              | 4 enfants                                                                              | 4 enfants                                                                              | 4 enfants                                                                              |  |  |                                                                      |                                                                      |                                                                      |                                                                      |                                                                      |                                                                      | 6 enfants | 6 enfants | 6 enfants                                                        | 6 enfants                                                        | 6 enfants                                                        | 6 enfants                                                        |                                                                  |                                                                  |                |                |                                                            |                                                            |                                                            |                                                            |                                                            |                                                            |  |  |  |  |  |  |  |  |  |  |  |  |  |  |  |  |  |  |  |  |  |  |  |  |  |  |  |  |  |  |  |  |  |  |

### Jeunesse, études et première guerre mondiale

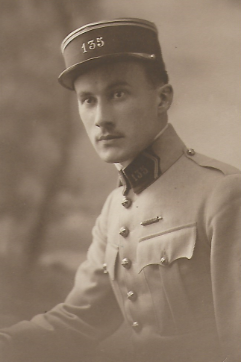
Émile Durin en 1919.

Émile Durin passe ses jeunes années à Cosne-d'Allier avant de faire ses études secondaires à Montluçon. À 17 ans, il intègre l'École nationale supérieure d'arts et métiers de Cluny. Il est incorporé au 1er régiment d'artillerie de campagne le 7 avril 1915. Reçu à l'examen des élèves officiers de réserve, il est formé pendant trois mois à l'École d'artillerie de Fontainebleau et monte au front en 1916, affecté en tant qu'aspirant au 113e régiment d'artillerie lourde, 3e groupe, 5e batterie (canon de 105 long). Le 1er août 1916, il est promu sous-lieutenant. Le 1er mars 1918, le 3e groupe du 113e R.A.L devient 1er groupe du 135e R.A.L dont il est l'un des officiers téléphonistes.
En septembre 1919, le lieutenant Émile Durin est libéré de ses obligations militaires et retourne à Cluny pour terminer ses études où il retrouve sa promotion réduite à 92 élèves ; onze d'entre eux sont morts pour la France. Il est diplômé en 1920.

### Carrière

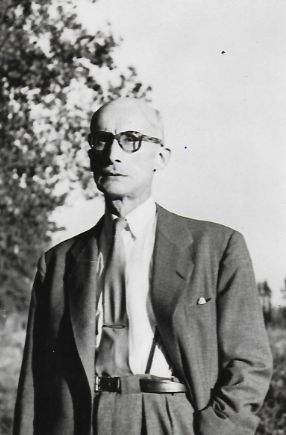
Émile Durin en 1949.

Jeune ingénieur, après une première expérience professionnelle dans la société d'Application Électro-Mécanique (A.E.M.)  à Neuilly-sur-Seine, Émile Durin entre chez Michelin & Cie en 1924. Gadzart de la promotion 1913, il est remarqué puis promu par Édouard Michelin dans les années 1930 et accède à la gérance en 1937. Il dirige le service du personnel pendant la Seconde Guerre mondiale et devient ensuite directeur général des usines. Il est l'un des fidèles héritiers de « l’Esprit Michelin », cher à Édouard Michelin, et était aussi connu pour la mise en pratique de son adage : « allez au fait »,.
Durant sa carrière, il met en application ces deux principes, particulièrement dans les rapports humains,,,,.
Au cours des années précédant la Seconde Guerre mondiale, Émile Durin vit avec sa famille à Clermont-Ferrand dans la cité Chabrol, à quelques pas du cours Sablon et à quinze minutes à pied de la place des Carmes où se trouve le siège social de son employeur. Derrière les hauts murs et l'allure patricienne de cet immeuble en pierre de taille de l'avenue Carnot, logent aussi les familles Puiseux et Michelin.
C'est à cette même époque qu'il se lie d'amitié pendant plus de cinq ans avec l'abbé Roger Bréchard. Au travers d'une correspondance fournie, de lectures communes et d'entretiens réguliers, il échange, avec ce prêtre mort au front le 20 juin 1940 dans les Vosges, sur de nombreux sujets qu'il n'avait pas pu approfondir durant sa jeunesse,.
Pendant le conflit, Émile Durin qui dirige donc le service du personnel, s’emploie à empêcher le départ des salariés vers l’Allemagne. Pour protéger sa famille, il a plusieurs résidences : à Clermont-Ferrand, à Paris et à Vertaizon à l'est de la capitale auvergnate où, en 1939, il achète la propriété La Reverdie.

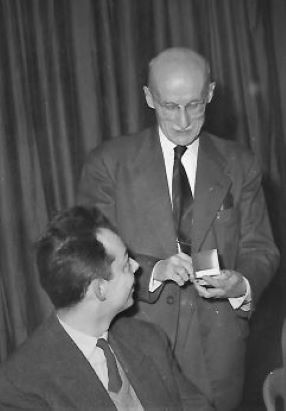
Émile Durin, debout, et François Michelin en 1960. (Photo Léon Gendre)

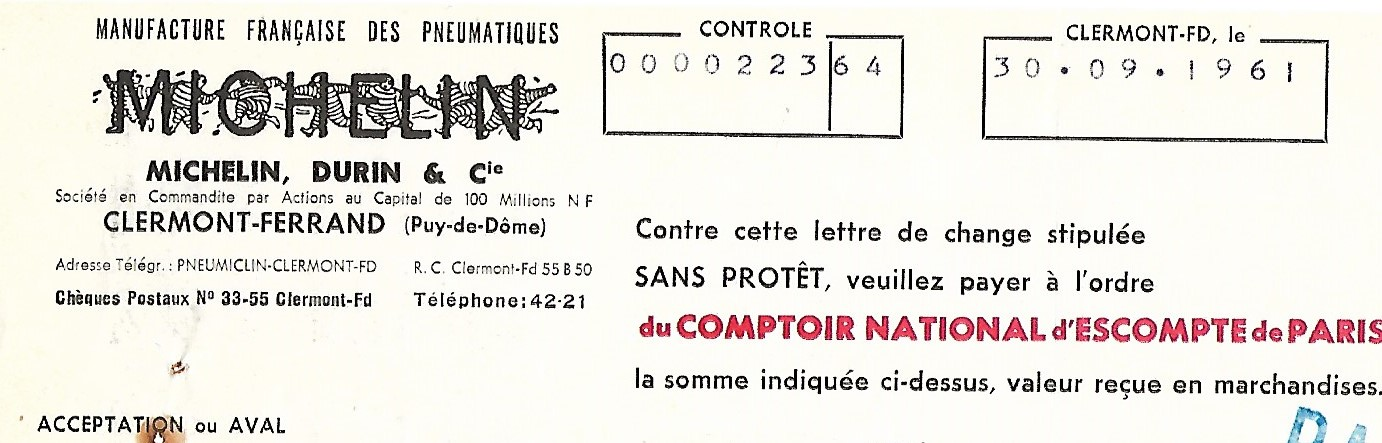
Détail d'une lettre de change de la MFPM MICHELIN, DURIN & Cie.

En 1947, année où Michelin est au premier rang des fabricants européens de pneumatiques, Émile Durin est contacté par des conjurés du Plan Bleu désireux de renverser la République sous prétexte de lutte anticommuniste. Pour cela, cette organisation a besoin de fonds et s’adresse aux entreprises emblématiques du grand patronat français. Au cours d’une première entrevue dans un bureau de la place des Carmes, il est demandé à Michelin & Cie la somme de cent cinquante millions de francs, ramenée à vingt millions de francs en fin d’entretien, demande écartée par Émile Durin. Mais par deux fois encore, les membres du réseau approchent Émile Durin et la dernière sera de trop : abordé sur une petite place à la sortie de son bureau, il se dégage de cette situation en leur proposant des véhicules et des pneumatiques. Il n’en sera rien, Michelin n’apportera aucune aide au Plan Bleu.
En 1950, Émile Durin, l'un des derniers membres de la « vieille garde des lieutenants d’Édouard Michelin » et des « grands féodaux », fait face à la longue grève de mars qui se termine le 23 avril par un protocole d’accord après un bras de fer de plus de deux mois. À l’issue de ce conflit, il restera président du comité central d'entreprise jusqu’en 1963. Les tensions resteront vives sur de nombreux sujets sensibles comme lors de la grève de 1958 où l’entreprise doit de nouveau composer avec la préfecture du Puy-de-Dôme et la ville de Clermont-Ferrand,,.
En 1951, Émile Durin devient cogérant de la Manufacture française des pneumatiques Michelin (MFPM) après la mort accidentelle de Pierre-Jules Boulanger, aussi président de Citroën. La raison sociale de l'entreprise devient MFPM Puiseux, Durin & Cie. C’est à cette époque que l’entreprise généralise l’équipement en première monte du pneu radial et qu’elle développe le pneu pour les rames de métro.
Le 22 avril 1958, Émile Durin donne une conférence à l'École nationale supérieure de chimie de Strasbourg, sur le thème du « problème psychologique de la spécialisation et des relations personnelles au sein de l'entreprise industrielle moderne », un sujet qui lui est cher depuis le début de son parcours professionnel.
En 1959, Émile Durin et Robert Puiseux accueillent le général de Gaulle aux usines de Cataroux à Clermont-Ferrand, site industriel que la direction avait fait bombarder le 16 mars 1944 par 21 quadrimoteurs de la Royal Air Force. Le bilan fut lourd, avec 21 morts et 25 blessés malgré les précautions d'évacuation prises en amont de ce raid aérien.

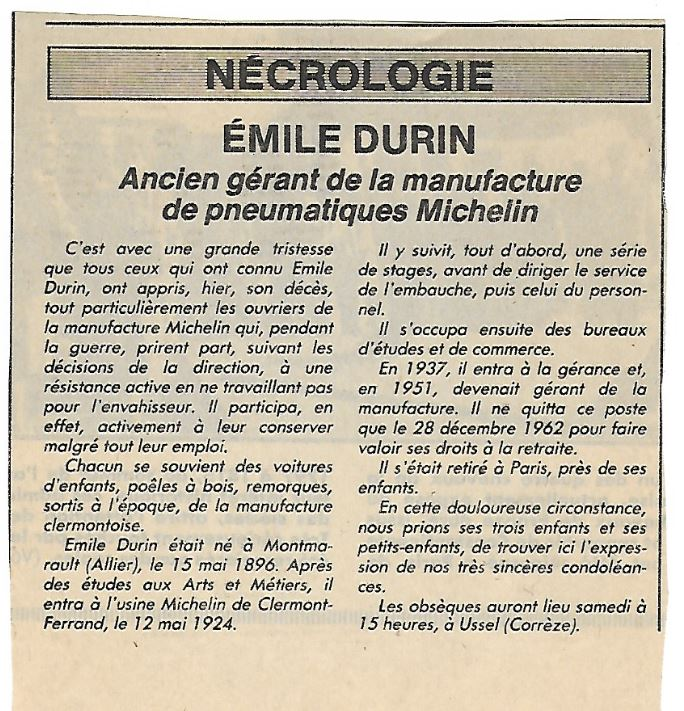
Nécrologie dans La Montagne du 9 avril 1981.

Cette même année, après le départ de Robert Puiseux, Émile Durin se retrouve seul à 63 ans aux côtés de François Michelin, cogérant depuis 1955. Il accompagne encore le nouveau patron, âgé de 33 ans. La raison sociale de l'entreprise devient MFPM Michelin, Durin & Cie. La situation de l’entreprise est bonne. Le chiffre d’affaires s’élève à 74 milliards de francs ; le bénéfice frôle le milliard et demi mais les dépenses d’équipement explosent. Dans le rapport du comité d’entreprise du 9 juin 1959, Durin explique : « Cela tient à un très gros effort que nous avons voulu faire pour augmenter nos moyens de production en face d’une demande de la clientèle que nous n’arrivons pas encore à satisfaire,. »
Le 28 décembre 1962, Émile Durin quitte ses fonctions après trente-huit années d'activité. Une de ses dernières actions est de suivre le retour de l'entreprise sur le marché des États-Unis. François Rollier lui succède en 1966. Veuf six ans plus tard, Émile Durin se retire entre Ussel et son appartement parisien de l'avenue Bugeaud. À Ussel, dans la région de son épouse Alice Boutaric, il demeure à l'actuel numéro 11 du boulevard Clemenceau. Il repose au cimetière d'Ussel (caveau des familles Boutaric et Berne-Bellecour).

### Hommage
En 1998, dans la dédicace précédant son entretien avec Ivan Levaï et Yves Messarovitch, François Michelin, alors âgé de 72 ans, nomme Émile Durin parmi « ceux qui ont fait et qui font la Maison. »

### Distinctions
- Croix de guerre, cité à l'ordre du régiment le 18 janvier 1918
- Chevalier de la Légion d'honneur le 18 juin 1959